# Wintertype
Het wintertype duidt in België de toestand van het wegennet aan.
GROEN: Géén wintertoestand
GEEL: Kans op lichte wintertoestand:
- kans op sporadische vorming van enkele rijmplekken
kans op lichte sneeuwval zonder betekenis
kans op vorming van enkele geïsoleerde, aanvriezende mistbanken

ORANJE: Kans op matige wintertoestand
- kans op vorming van rijm- of ijsplekken
kans op lichte sneeuwval
kans op aanvriezende mist

ROOD: Kans op zware wintertoestand
- grote kans op sneeuwval of op ijzel die het verkeer in belangrijke mate kunnen hinderen